# Baranagar
Baranagar (bengali বরানগর) o Barahanagar és una ciutat del districte de North 24 Parganas a Bengala Occidental, Índia. És un centre industrial. Està situada a 22° 38′ N, 88° 22′ E / 22.64°N,88.37°E a l'est del riu Hooghly, a 10 km al nord de Calcuta. La seva població és de 250.615 habitants (2001) i eren ja 25.432 el 1901. És seu de l'Institut d'Estadística de l'Índia.

## Història
Al segle xvi els portuguesos hi van establir una factoria de la que no es tenen detalls. Els holandesos hi van establir la seva factoria, al lloc dels portuguesos, al segle xvii en data exacta desconeguda. Streynsham Master la va visitar el 1676. Va funcionar la major part del segle xviii fins al 1795 quan fou cedida a la Companyia Britànica de les Índies Orientals i agregades a les terres de Baranagar ajuntes a les terres de Panchannagram. Fou lloc de plaer per europeus residents a Calcuta. La municipalitat es va formar el 1869 i fou anomenada North Suburban; el 1889 es va formar la municipalitat de Cossipore-Chitpur i llavors se li va canviar el nom a Municipalitat de Baranagar, que més tard, a final del segle xix, es va dividir en dues parts: la part nord, que va formar la municipalitat de Kamarhati, i la part sud que va restar la de Baranagar.

## Educació
És la llar de l'Indian Statistical Institute, una institució d'importància nacional dedicada a la investigació, l'ensenyament i l'aplicació d'estadístiques, ciències naturals i ciències socials. La Institut missió Baranagore Ramakrishna Ashrama  és una de les escoles més antigues i reconegudes de Baranagar. i Parganas del Nord 24.

## Llocs interessants
Destaca el temple de vidre de Kaancher Mandir, el temple de Joy Mitra Kali Bari, el temple de Kali a Dakshineswar (o Rashmoni Mandir), el de Pathbari. Ramakrishna Paramahamsa, un predicardor i Swami Vivekananda, va visitar la zona i es va iniciar la seva missió a Baranagar Math, prop de Pramanick Ghat per Sri Ramakrishna Dev que va acabar fundant un orde religiós després localitzada a Belur Math. Udyan Baati (Cossipore Math) és un altre lloc dels seguidors de Sri Ramakrishna, on va esdevenir el Kalpataru l'1 de gener de 1886. Altres llocs són Pramanick kalibari, Kouleswar Mandir i Pathbari Mandir (lloc eon el santó Gouranga va posar el peu fa 400 anys de camí a Puri).